# Gare de Ceyzériat
Gare de Ceyzériat vasútállomás Franciaországban, Ceyzériat településen.

## Vasútvonalak
Az állomást az alábbi vasútvonalak érintik:
- Bourg-en-Bresse-Bellegarde-vasútvonal

## Kapcsolódó állomások
A vasútállomáshoz az alábbi állomások vannak a legközelebb:
- Gare de Bourg-en-Bresse
- Gare de Villereversure